# Кристи, Агата
Дама Ага́та Мэ́ри Клари́сса, ле́ди Ма́ллоуэн (англ. Agatha Mary Clarissa, Lady Mallowan; 15 сентября 1890, Торки, Девон, Англия, Великобритания — 12 января 1976, Уоллингфорд, Оксфордшир, Англия, Великобритания), более известная по фамилии первого мужа как Ага́та Кри́сти (англ. Agatha Christie) — английская писательница и драматург. Относится к числу самых известных в мире авторов детективной прозы.
Произведения Агаты Кристи стали одними из самых публикуемых за всю историю человечества (уступая только «Библии» и трудам Уильяма Шекспира), а также — самыми переводимыми (7236 переводов по состоянию на 7 марта 2017 года). Она опубликовала более 60 детективных романов, 6 психологических романов (под псевдонимом Mary Westmacott — Мэри Уэстмакотт (Вестмакотт) и 19 сборников рассказов. В театрах Лондона были поставлены 16 её пьес.
Книги Агаты Кристи изданы тиражом свыше 4 миллиардов экземпляров и переведены на более чем 100 языков мира.
Ей также принадлежит рекорд по максимальному числу театральных постановок одного произведения. Пьеса Агаты Кристи «Мышеловка» (англ. «The Mousetrap») впервые была поставлена в 1952 году и шла в театре вплоть до 2020 года, когда она была прервана из-за пандемии коронавируса, однако позже постановки возобновились.

## Биография

### Детство, юность и первое замужество

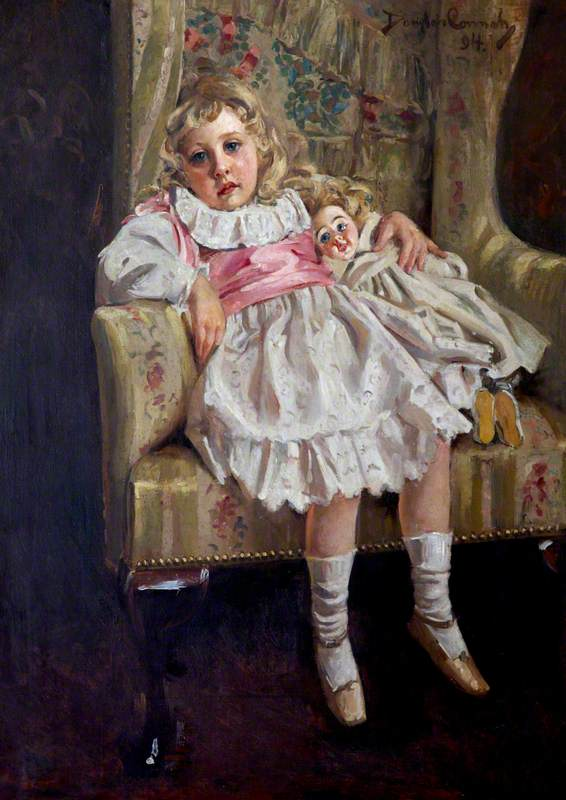
Портрет Агаты Миллер (1894) работа Дугласа Джона Коннаха

Агата Мэри Кларисса Миллер родилась 15 сентября 1890 года в приморском курортном городке Торки, Девон, в семье Фредерика (1846—1901) и Клариссы (урождённая Бомер; 1854—1926) Миллер, став третьим ребёнком после сестры Маргарет Фрери «Мадж» (в замужестве Уоттс; 1879—1950) и брата Луиса Монтана «Монти» (1880—1929).
В детстве Агата получила хорошее домашнее образование, которое, в основном, дал ей её отец, американец. Её мать, Клара, была отличным рассказчиком и не хотела учить чтению свою любимую младшую дочь до восьмилетнего возраста. Но девочка, от скуки, самостоятельно научилась читать в возрасте пяти лет, впитав в себя произведения английской детской писательницы Эдит Несбит «История искателей сокровищ» (англ. The Story of the Treasure Seekers) и «Дети железной дороги», а также роман американской писательницы Луизы Мэй Олкотт «Маленькие женщины». Кроме того, она придумывала для себя воображаемых друзей, играла со своими животными, посещала занятия танцами и начала писать стихи. Ещё в детстве сочинила «страшный» рассказ, который был поставлен членами семьи. Его сюжет повествует о борьбе за наследство между сёстрами: «благородной леди Мадж» и «кровожадной леди Агатой», причём при инсценировке по желанию сестры роли поменялись.
Когда Агате было около пяти—шести лет, семья в целях экономии сдала в аренду свой дом в Эшфилде и перебралась на некоторое время во Францию, где от своей любимой гувернантки Мари девочка научилась беспорядочному идиоматическому французскому языку, хотя до этого, несмотря на старания сестры и двух наставниц ей этого никак не удавалось.
В 1901 году, в возрасте одиннадцати лет, Агата лишилась отца: он умер, перенеся несколько сердечных приступов, связанных с появлением у него финансовых трудностей. После смерти мужа Клара была в отчаянии, и Агата стала ближайшим другом и помощником своей матери. В связи с нехваткой денег семья начала задумываться о продаже дома в Эшфилде, но вскоре выход нашёлся. В возрасте пятнадцати лет Агате была назначена пенсия, на средства от которой она стала брать уроки игры на фортепиано и пения, и только её мучительная застенчивость и страх перед сценой помешали ей стать профессиональной пианисткой.

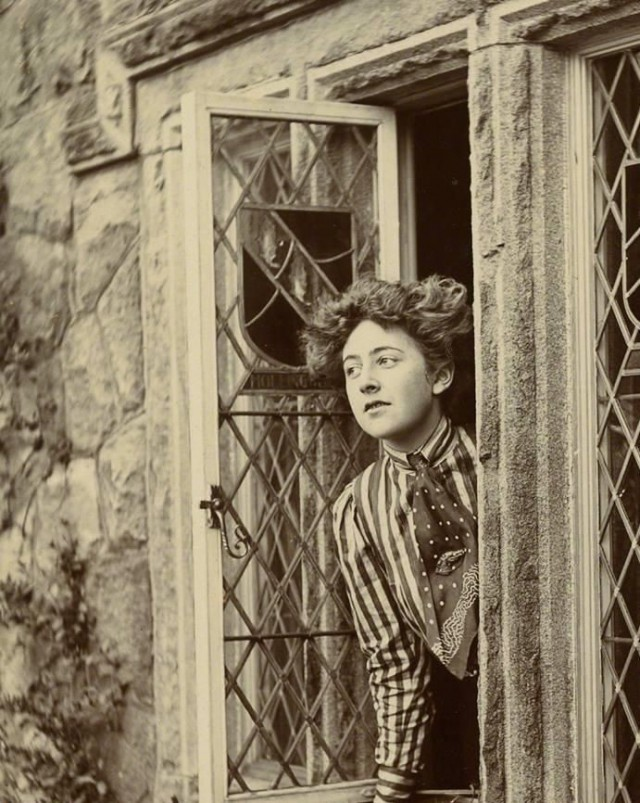
Агата Кристи в 1910-х годах

В возрасте восемнадцати лет она развлекалась написанием коротких рассказов, некоторые из которых были опубликованы в пересмотренной форме в 1930-х годах английским драматургом и другом семьи Иденом Филлпоттсом (англ. Eden Phillpotts).
Во время Первой мировой войны (1914—1918) Агата работала медсестрой в отряде добровольной медицинской помощи в госпитале Международного Красного Креста в Торки; ей нравилась эта профессия, и она отзывалась о ней как об «одной из самых полезных профессий, которой может заниматься человек» (англ. «… one of the most rewarding professions that anyone can follow»). Трудилась также фармацевтом в аптеке, что впоследствии наложило отпечаток на её творчество: 83 преступления в её произведениях были совершены посредством отравления.
В первый раз Агата вышла замуж в канун Рождества в 1914 году за полковника Арчибальда Кристи, пилота Королевского лётного корпуса, с которым познакомилась в 1912 году, когда он был ещё лейтенантом. А уже вскоре после женитьбы, 27 декабря 1914 года, Арчи вернулся на военную службу во Францию, и на протяжении войны супруги почти не виделись. Их полноценная семейная жизнь началась только в январе 1918 года, когда Арчи был направлен в военное ведомство в Лондоне, где молодая семья сняла квартиру. 5 августа 1919 года у супругов родилась дочь Розалинда (единственная дочь Агаты Кристи). Этот период стал началом творческого пути Агаты Кристи.
В 1920 году был опубликован её первый роман — «Загадочное происшествие в Стайлзе». Есть предположение, что причиной обращения Кристи к детективу был спор со старшей сестрой Мадж (уже проявившей себя как литератор), что она тоже сможет создать что-то достойное публикации. Только в седьмом по счёту издательстве рукопись напечатали тиражом 2000 экземпляров. Начинающая писательница получила 25 фунтов стерлингов гонорара.
В 1922 году вместе с мужем Агата Кристи совершила кругосветное морское путешествие по маршруту Великобритания — Бискайский залив — Южная Африка — Австралия и Новая Зеландия — Гавайские острова — Канада — США — Великобритания.

### Исчезновение

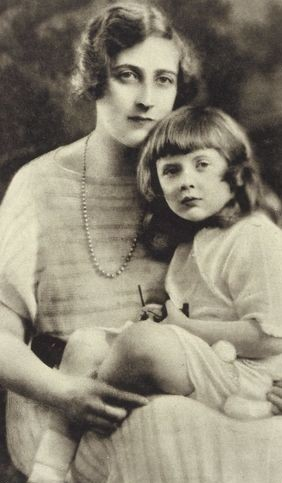
Агата Кристи со своей дочерью Розалиндой. Одна из многочисленных фотографий, опубликованных во время исчезновения писательницы

В 1926 году умерла мать Агаты, Клара. В конце того же года муж Агаты Кристи Арчибальд признался в неверности и попросил развод, поскольку влюбился в свою коллегу по гольфу Нэнси Нил. После ссоры с мужем 3 декабря 1926 года Агата исчезла из своего дома в Беркшире, оставив дочь Розалинду и дом на попечение служанок и написав своей секретарше Карле (Шарлотте Фишер) письмо, в котором утверждала, что направилась в Йоркшир. Её исчезновение вызвало громкий общественный резонанс, поскольку уже появились поклонники творчества писательницы.
В течение одиннадцати дней о местонахождении Кристи ничего не было известно. На следующее утро после исчезновения в графстве Суррей был найден брошенный автомобиль Агаты, в салоне которого лежала её шубка. Через несколько дней, 14 декабря, за чтением напечатанных в газетах сообщений о том, как продвигается её общенациональный розыск, была обнаружена и сама писательница. Как оказалось, Агата Кристи зарегистрировалась под именем «Тереза Нил» в спа-отеле «Swan Hydropathic Hotel» (теперь «Old Swan Hotel») в Харрогейте, в графстве Норт-Йоркшир. Кристи никак не объяснила своё исчезновение, а двое врачей диагностировали у неё амнезию, вызванную травмой головы. Причины исчезновения Агаты Кристи проанализированы британским психологом Эндрю Норманом в его книге «Готовый портрет» (англ. The Finished Portrait), где он, в частности, утверждает, что гипотеза травматической амнезии не выдерживает никакой критики, поскольку поведение Агаты Кристи свидетельствовало об обратном: она зарегистрировалась в отеле под фамилией возлюбленной мужа, время проводила за игрой на фортепиано, спа-процедурами, посещением библиотеки. Тем не менее, изучив все свидетельства, Норман пришёл к выводу, что имела место диссоциативная фуга, вызванная тяжёлым психическим расстройством.
Несмотря на взаимную привязанность в начале, брак Арчибальда и Агаты Кристи окончился разводом в 1928 году, сразу после чего Агата с дочерью Розалиндой сбежала из Англии на Канарские острова, где мучительно закончила свой роман «Тайна „Голубого поезда“». В подробной «Автобиографии» про эти факты не написано ничего: она ограничивается лишь общей фразой о разрыве с мужем. Этой политики старались следовать также члены её семьи и близкие, которые также поддерживали так называемую «официальную версию» её пропажи. Считается, что обстоятельства исчезновения Кристи нашли отражение в целом ряде её произведений, как детективных, так и носящих мелодраматический характер, так называемых внецикловых — опубликованных под псевдонимом Мэри Вестмакотт. Проблемы, связанные с этими событиями, нашли отражение в многочисленных книгах, статьях и документальных фильмах. Кроме того, пропаже писательницы были посвящены литературные произведения, художественные и телевизионные фильмы

### Второе замужество и поздние годы
В 1930 году, путешествуя по Ираку, на раскопках в Уре она познакомилась со своим будущим супругом — археологом Максом Маллоуэном, специалистом по древней Передней Азии. Он был моложе её почти на четырнадцать лет. Несмотря на неодобрение некоторых близких они поженились 11 сентября 1930 года в церкви Святого Кутберта в Эдинбурге. Кристи приписывается выражение, появившееся в прессе, о своём браке, что для археолога женщина должна быть как можно старше, ведь тогда её ценность значительно возрастает. С начала 1930-х годов она периодически проводила несколько месяцев в году в Сирии и Ираке в экспедициях вместе с мужем, этот период её жизни нашёл отражение в автобиографических мемуарах «Расскажи, как ты живёшь». В браке с Маллоуэном Агата Кристи прожила всю оставшуюся жизнь, до своей смерти в 1976 году.

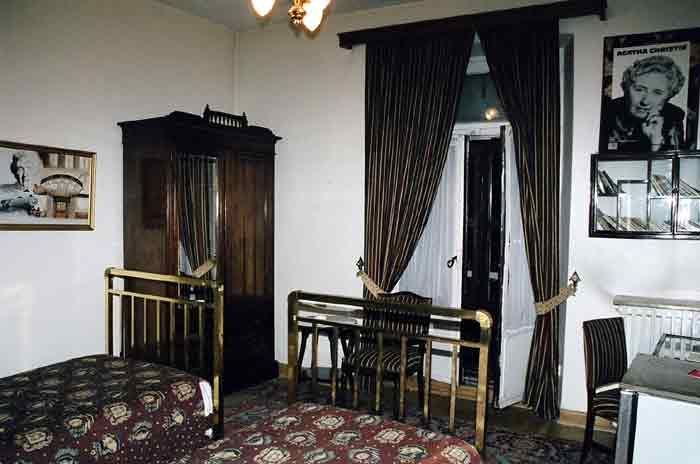
Номер Агаты Кристи в стамбульском отеле «Pera Palace Hotel», где был написан роман «Убийство в Восточном экспрессе»

Благодаря поездкам Кристи вместе с мужем на Ближний Восток, события нескольких её значительных произведений (так называемый «восточный цикл») произошли именно там. Местом действия других романов (например, «Десять негритят») был город Торки или его окрестности, место, где родилась Кристи. Роман «Убийство в Восточном экспрессе» 1934 года был написан в «Pera Palace Hotel» в Стамбуле (Турция), где проживала Агата Кристи. В номере 411 этого отеля теперь находится её мемориальный музей. Имение «Greenway Estate» в Девоне, которое супружеская пара купила в 1938 году, находится под защитой Национального фонда объектов исторического интереса либо природной красоты (англ. «National Trust for Places of Historic Interest or Natural Beauty»).
Кристи часто останавливалась в особняке «Abney Hall» в Чешире, который принадлежал майору Джеймсу Уотсу (англ. James Watts), мужу её сестры. Действие по крайней мере двух произведений Кристи происходило именно в этом имении: «Приключение рождественского пудинга» (1937), рассказ также включён в одноимённый сборник, и роман «После похорон» (1952). «Эбни Холл стал источником вдохновения для Агаты; отсюда были взяты описания таких мест, как Стайлз, Чимниз, Стоунгэйтс и других домов, которые в той или иной мере представляют собой Эбни».
В годы Второй мировой войны (1939—1945) Розалинда вышла замуж за Хьюберта Причарда (англ. Hubert Prichard), погибшего позже во Франции, и 21 сентября 1943 года родила сына Мэтью (англ. Mathew). Макс Маллоуэн в это время находился на военной службе в Каире, а Агата осталась в Англии, писала книги, работала волонтёром в диспансере госпиталя Университетского колледжа (англ. Dispensary at University College Hospital) в Лондоне, была любящей и заботливой бабушкой и помогала дочери ухаживать за ребёнком. На протяжении 1949—1957 годов сопровождала мужа в его археологических экспедициях в Северном Ираке (см. «Нимрудская Мона Лиза»), а её известность способствовала привлечению финансирования на нужды раскопок. С целью адаптации к сухому климату, находки, пролежавшие более 2500 лет в колодцах под водой, выкладывались на мокрые полотенца. Она лично протирала многие артефакты губкой, пропитанной косметическим кремом, что было её личным изобретением.

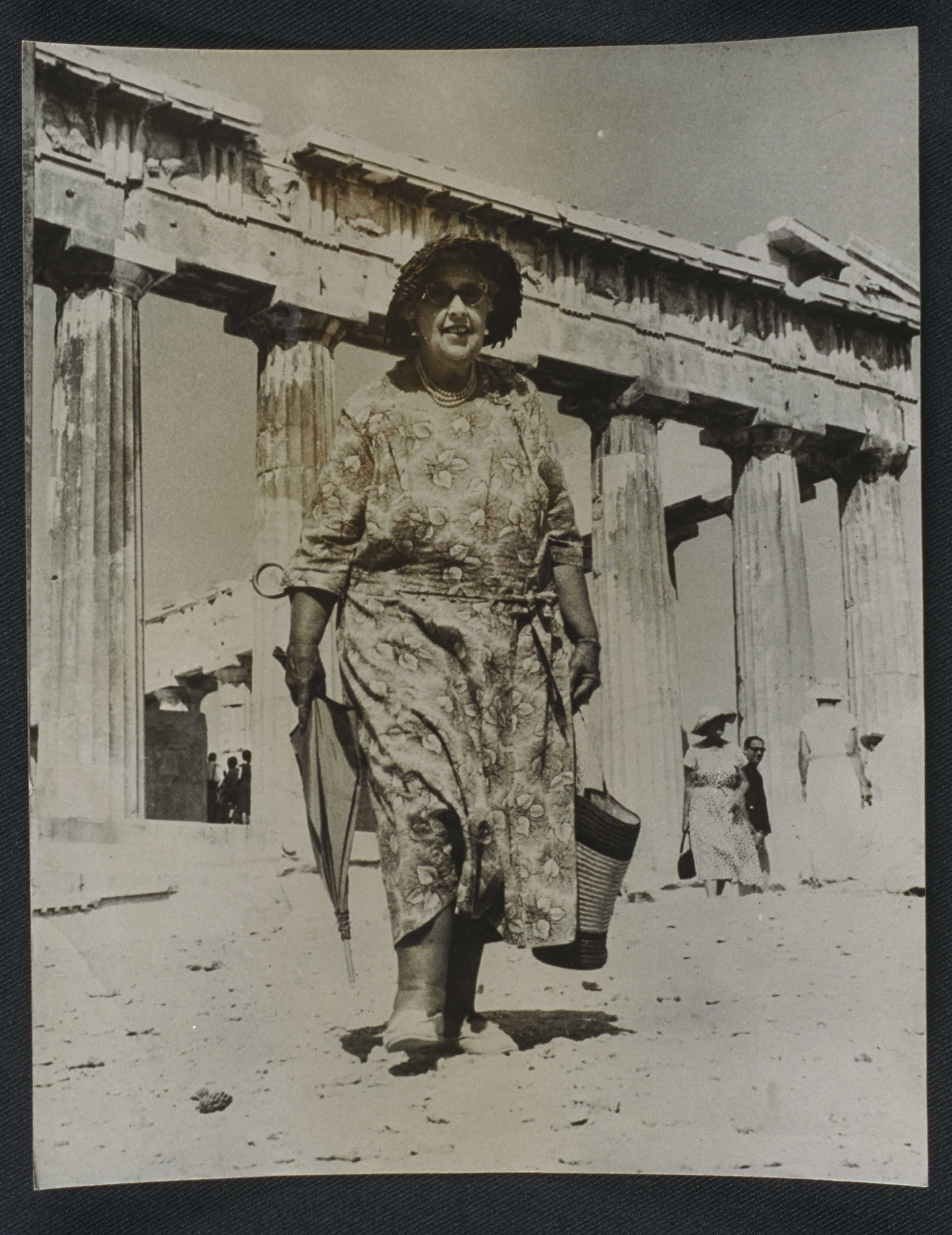
Греция, Акрополь, 1958 год

В 1956 году Агата Кристи была назначена командором ордена Британской империи (CBE), а в 1971 году за достижения в области литературы была повышена в степени до Дамы-командора (DBE) того же ордена, обладательницы которого также приобретают дворянский почётный титул «дама», употребляющийся перед именем. Тремя годами ранее, в 1968 году, её супруг Макс Маллоуэн был посвящён в рыцари за достижения в области археологии. В 1958 году писательница возглавила английский «Детективный клуб» (англ. «Detection Club»).

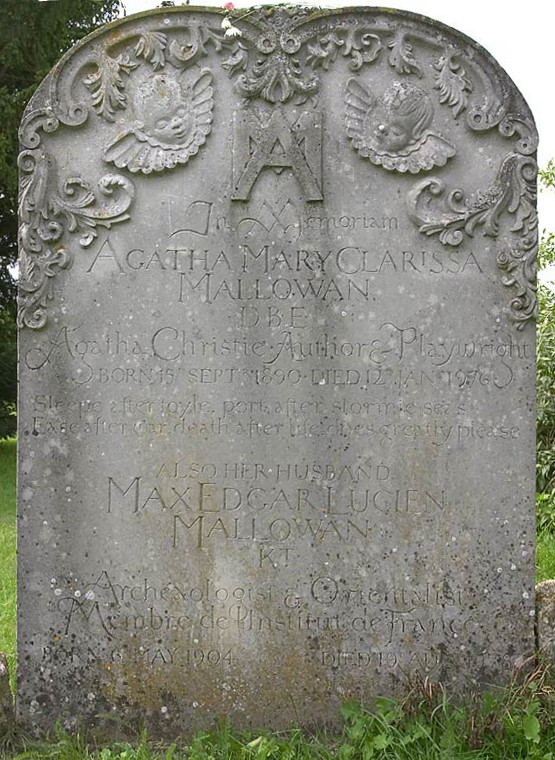
Надгробный камень на могиле Агаты Кристи

В период с 1971 по 1974 год здоровье Кристи стало ухудшаться, но, несмотря на это, она продолжала писать. Специалисты Университета Торонто исследовали манеру письма Кристи в эти годы и выдвинули предположение, что Агата Кристи страдала болезнью Альцгеймера.
В 1975 году, когда Кристи совсем ослабела, она передала все права на свою самую успешную пьесу «Мышеловка» своему внуку Мэтью Причарду.
Писательница умерла 12 января 1976 года в возрасте 85 лет у себя дома в городе Уоллингфорде (Оксфордшир) в результате скоротечной простуды и 16 января была погребена на кладбище Святой Марии в деревне Чолси.
Автобиография Агаты Кристи, которую писательница окончила в 1965 году, заканчивается словами: «Спасибо тебе, Господи, за мою хорошую жизнь и за всю ту любовь, которая была мне дарована».
Единственная дочь Кристи, Розалинда Маргарет Хикс (англ. Rosalind Margaret Hicks), также прожила 85 лет и умерла 28 октября 2004 года в графстве Девон. Внук Агаты Кристи, Мэтью Причард (англ. Mathew Prichard), унаследовал права на некоторые литературные произведения Агаты Кристи и до сих пор его имя ассоциируется с фондом «Agatha Christie Limited».

## Мировоззрение
Мне часто вспоминается грамота, висевшая на стене у меня в детской, — кажется, я получила её в награду за победу в соревнованиях по метанию мячиков, которые проводились для детей во время одной из регат. На ней было написано: «Не умеешь водить паровоз — стань кочегаром». По-моему, лучшего жизненного девиза не сыскать. Смею думать, мне удавалось придерживаться его.

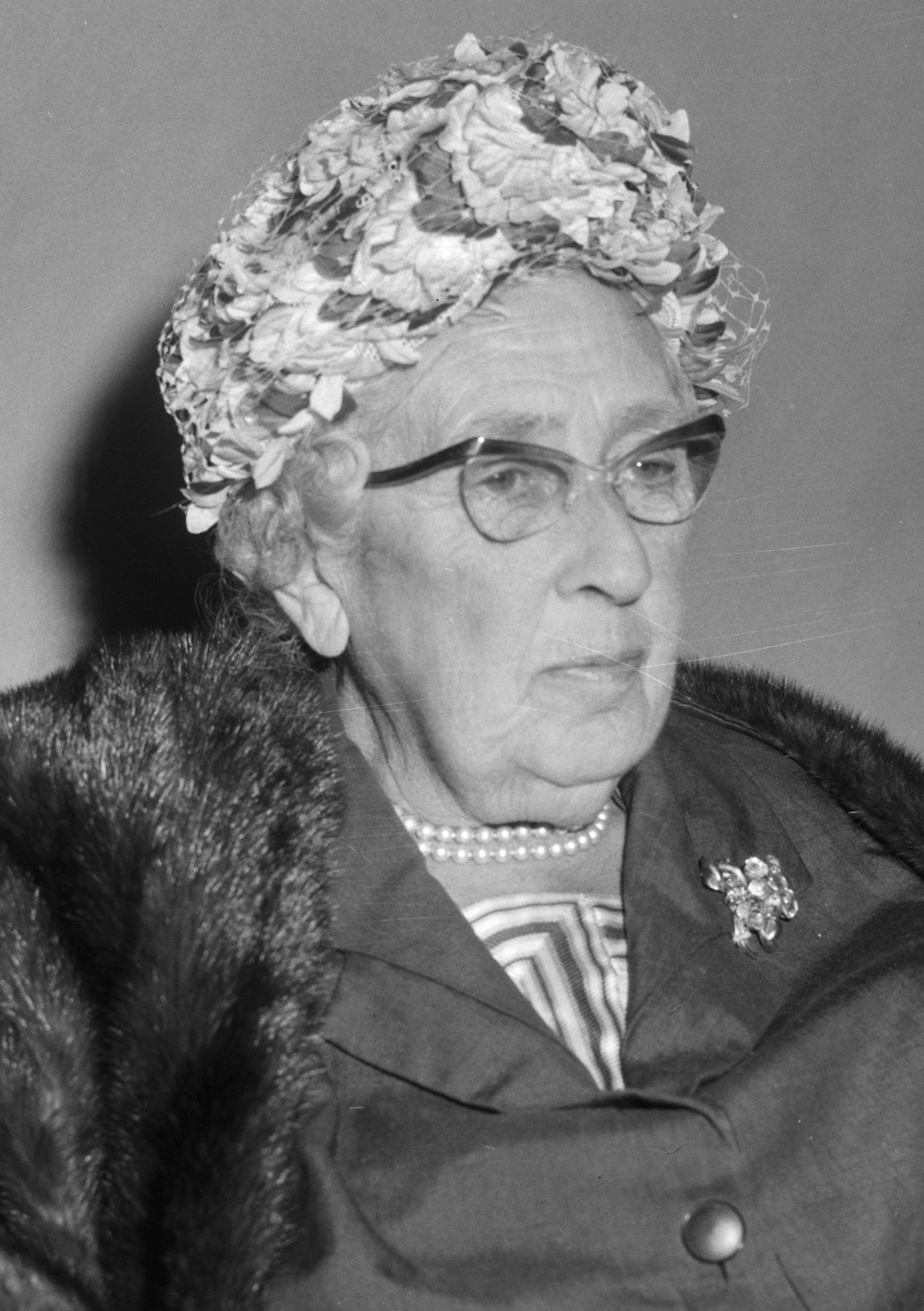
Аэропорт Схипхол, 17 сентября 1964 года

Теоретик детективной литературы Георгий Анджапаридзе подчёркивал то, что в своих произведениях Кристи передавала ту жизнь и тех персонажей, которых хорошо знала. Она была выдающаяся «в рамках своего дарования — нравоописательница обширной социальной прослойки». По своим убеждениям она была сторонницей консервативных, викторианских ценностей и исповедовала викторианскую мораль. Большое влияние на её образ мыслей также оказывали Библия и церковь. В семье, принадлежащей к высшему среднему классу, ранее богатой, но обедневшей со временем, царили викторианский дух и довольно консервативные, патриархальные взгляды на семью и общество. В соответствии с такими традициями Агата получила домашнее несистематичное образование, призванное, прежде всего, подготовить её не к профессиональной деятельности, а к роли хорошей жены и матери. Однако по ряду причин личного и материального плана она стала признанной писательницей золотого века детектива. Биограф Кристи Гвен Роббинс подчёркивала, что писательница на протяжении всей жизни отличалась вниманием к различным общественным процессам, проблемам нравственности. Сама Кристи позже заметила, что её очень пугает то, что молодёжь приобщается к криминальному миру, совершает преступления: «Многие годы, описывая бесчестные поступки, я могу только подтвердить известную истину: „честность — лучшая политика“. И с каждой своей новой книгой я укрепляюсь в правоте этих слов». Она была непреклонна в отношении убийц, считая, что для людей они представляют собой безусловное зло, так как они не могут дать обществу ничего, кроме ненависти, которая является их орудием. Она предполагала, что эти качества заложены в таких людях изначально, их можно пожалеть, но щадить ни в коем случае нельзя. Такая жёсткая позиция во многом была обусловлена чувством сострадания к жертвам, ограждением невиновных от убийц: «Невиновный должен быть защищён; он должен иметь возможность жить в мире и согласии с окружающими». Она выступала против применения к убийцам пожизненного заключения, предпочитая, чтобы к такой категории лиц применялась депортация на необжитые территории, населённые примитивными людьми. Другой приемлемой мерой наказания для убийц, по её мнению, могли стать принудительные общественные работы, или выбор между отравлением и предоставлением своего тела для проведения опасных медицинских опытов. Если в результате смертельно опасных научных экспериментов преступник оставался жив, то он мог бы вернуться в общество, чтобы начать жизнь сначала и встать на путь исправления. В начале 1930-х годов в Багдаде Агата впервые в жизни столкнулась с нацистами — доктором Джорданом и его женой, и их призывы к истреблению евреев, ставшие предзнаменованием Второй мировой войны, возмутили её и повергли в отчаяние.

## Творчество
Агата Кристи отмечала, что понимала свои ограниченные возможности в области литературы, но не пыталась копировать стиль писателей, которыми восхищалась, стараясь оставаться собой. «Я попробовала себя в разных областях, но никогда не упорствовала в том, что плохо получалось и к чему у меня не было природной одарённости», — писала она.
Одна индийская корреспондентка, интервьюировавшая меня (и, надо признать, задавшая массу глупых вопросов), спросила: «Опубликовали ли вы когда-либо книгу, которую считаете откровенно плохой?» Я с возмущением ответила: «Нет!» Ни одна книга не вышла точно такой, как была задумана, был мой ответ, и я никогда не была удовлетворена, но если бы моя книга оказалась действительно плохой, я бы никогда её не опубликовала.Агата Кристи, «Автобиография»
В своем интервью британской телекомпании BBC в 1955 году Агата Кристи рассказала, что проводила вечера за вязанием в обществе друзей или семьи, а в это время в голове у неё шла работа по обдумыванию новой сюжетной линии; к моменту, когда она садилась писать роман, сюжет был готов от начала до конца. По её собственному признанию, идея нового романа могла прийти где угодно. Идеи вносились в специальную записную книжку, полную различных пометок о ядах, газетных заметок о преступлениях. То же происходило и с персонажами. У одного из созданных Агатой персонажей был реально живущий прототип — Майор Эрнст Бэлчер (англ. Major Ernest Belcher), который в своё время был начальником первого мужа Агаты Кристи, Арчибальда Кристи. Именно он стал прототипом Педлера в романе 1924 года «Человек в коричневом костюме» о полковнике Рейсе.
Агата Кристи не боялась затрагивать в своих произведениях социальную проблематику. Например, как минимум в двух романах Кристи («Пять поросят» и «Испытание невинностью») описывались случаи судебных ошибок, связанных со смертной казнью. Вообще во многих книгах Кристи описываются различные отрицательные стороны английского правосудия того времени.
Писательница ни разу не сделала темой своих романов преступления сексуального характера. В отличие от сегодняшних детективов, в её произведениях практически нет сцен насилия, луж крови и грубости. «Детектив был рассказом с моралью. Как и все, кто писал и читал эти книги, я была против преступника и за невинную жертву. Никому в голову прийти не могло, что наступит время, когда детективы будут читаться из-за описываемых в них сцен насилия, ради получения садистского удовольствия от жестокости ради жестокости…» — так писала она в автобиографии. По её мнению, такие сцены притупляют чувство сострадания и не позволяют читателю сосредоточиться на главной теме романа.
Лучшим своим произведением Агата Кристи считала роман «Десять негритят». Скалистый островок, на котором происходит действие романа, списан с натуры — это остров Бург в Южной Британии. Читатели также оценили книгу — у неё самые большие продажи в магазинах, однако для соблюдения политкорректности сейчас она продаётся под названием And Then There Were None — «И никого не стало».
В своём творчестве Агата Кристи демонстрирует консервативность политических взглядов. Ярким примером служит рассказ «История клерка» из цикла о Паркере Пайне, об одном из героев которого говорится: «У него был какой-то большевистский комплекс». В ряде произведений — «Большая четвёрка», «Восточный экспресс», «Пленение Цербера» фигурируют иммигранты из русской аристократии, пользующиеся неизменной симпатией автора. В вышеупомянутом рассказе «История клерка» клиент мистера Пайна оказывается вовлечён в группу агентов, передающих секретные чертежи врагов Великобритании в Лигу Наций. Но по решению Пайна для героя придумывается легенда, что он везёт драгоценности, принадлежащие прекрасной русской аристократке и спасает их вместе с хозяйкой от агентов Советской России. Дискуссионным остаётся вопрос о степени ксенофобии, антисемитизма и расизма её взглядов.

### Эркюль Пуаро и мисс Марпл

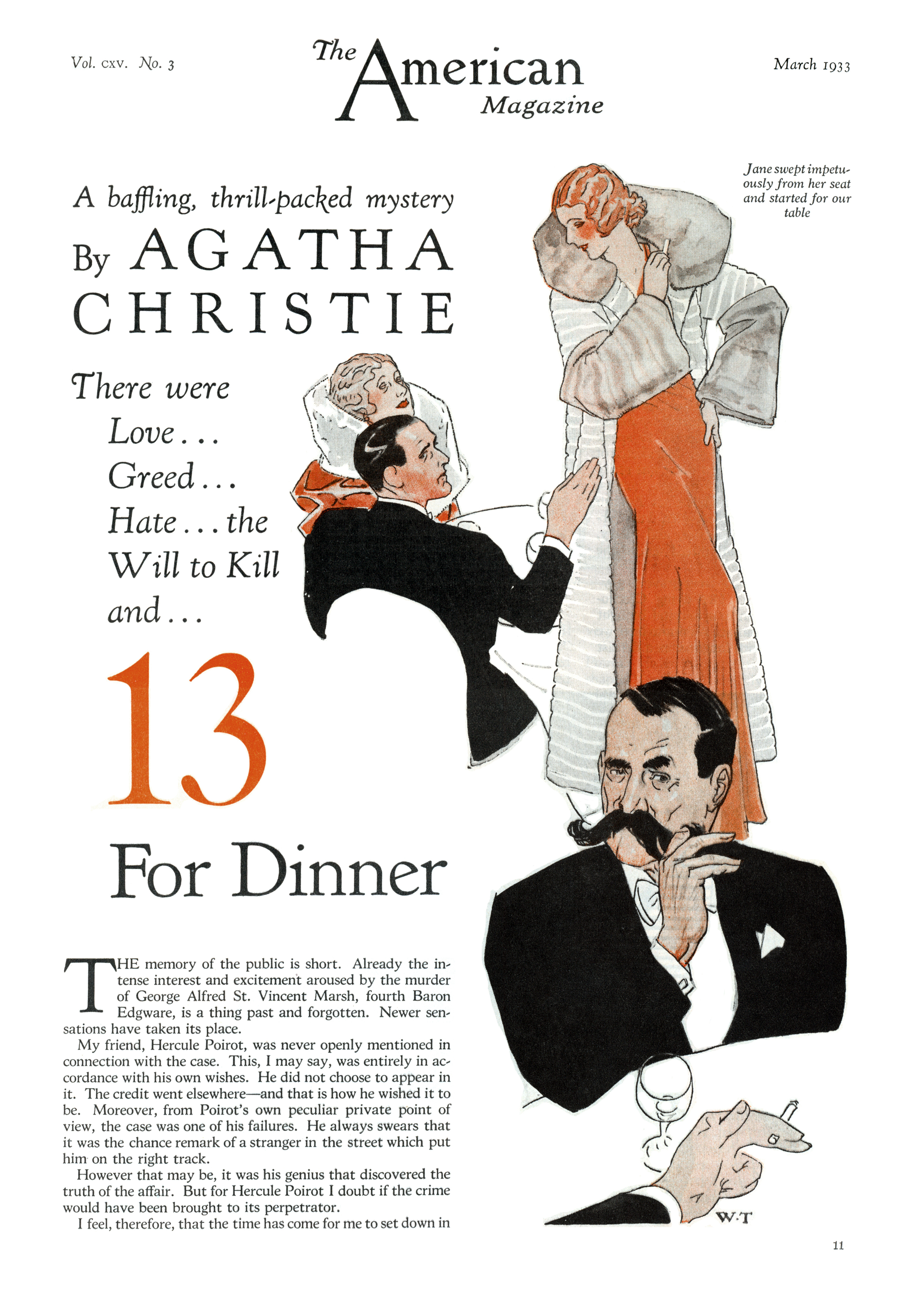
Раннее изображение Пуаро в The American Magazine, март 1933 года

В 1920 году Кристи публикует свой первый детективный роман, «Таинственное происшествие в Стайлз» (англ. The Mysterious Affair at Styles), который до этого был пять раз отвергнут британскими издателями. Вскоре у неё появляется целая серия произведений, в которых действует сыщик-бельгиец Эркюль Пуаро: 33 романа, 1 пьеса и 54 рассказа.
Продолжая традицию английских мастеров детективного жанра, Агата Кристи создала пару героев: интеллектуала Эркюля Пуаро и комичного, старательного, но не очень умного капитана Гастингса. Если Пуаро и Гастингс были во многом скопированы с Шерлока Холмса и доктора Ватсона, то старая дева мисс Марпл является собирательным образом, напоминающим главных героинь писательниц М. З. Брэддон и Анны Кэтрин Грин.
Мисс Марпл появилась в рассказе 1927 года «Вечерний клуб „Вторник“» (англ. The Tuesday Night Club). Прообразом Мисс Марпл стала бабушка Агаты Кристи, которая, по словам писательницы, «была беззлобным человеком, но всегда ожидала самого худшего от всех и вся, и с пугающей регулярностью её ожидания оправдывались».
Как и Артур Конан Дойль от Шерлока Холмса, Агата Кристи устала от своего героя Эркюля Пуаро уже к концу 1930-х годов, но в отличие от Конан Дойля она не решилась «убить» сыщика, пока он был на пике популярности. По словам внука писательницы, Мэтью Причарда, из придуманных ею героев Кристи больше нравилась мисс Марпл — «старая, умная, традиционная английская леди».
Во время Второй мировой войны Кристи написала два романа «Занавес» (1940) и «Забытое убийство», которыми предполагала закончить серии романов об Эркюле Пуаро и Мисс Марпл соответственно. Однако книги были опубликованы лишь в 1970-х годах.

### Другие сыщики Агаты Кристи
Полковник Рейс (англ. Colonel Race) появляется в четырёх романах Агаты Кристи. Полковник — агент Британской разведки, он ездит по миру в поисках международных преступников. Рейс является сотрудником отдела шпионажа MI5. Это высокий, хорошо сложенный, загорелый человек.
Впервые он появляется в романе «Человек в коричневом костюме», шпионском детективе, события которого разворачиваются в Южной Африке. Он также появляется в двух романах об Эркюле Пуаро «Карты на стол» и «Смерть на Ниле», где помогает Пуаро в его расследовании. В последний раз он появляется в романе 1944 года «Сверкающий цианид», где расследует убийство своего старого друга. В этом романе Рейс уже достиг преклонного возраста.
Паркер Пайн (англ. Parker Pyne) — герой 12 рассказов, вошедших в сборник «Расследует Паркер Пайн», а также частично в сборники «Тайна регаты и другие рассказы» и «Хлопоты в Польенсе и другие истории». Серия о Паркере Пайне это не детективная проза в общепринятом понимании. В основе сюжета обычно лежит не преступление, а история клиентов Пайна, которые по разным причинам недовольны своей жизнью. Именно эти недовольства и приводят клиентов в агентство Пайна. В этой серии произведений впервые появляется Мисс Лемон, которая оставит работу у Пайна, чтобы устроиться секретарем к Эркюлю Пуаро.
Томми и Таппенс Бересфорды (англ. Tommy and Tuppence Beresford), полные имена Томас Бересфорд и Пруденс Каули — молодая семейная пара детективов-любителей, впервые появляющаяся в романе «Таинственный противник» 1922 года, ещё не женатыми. Они начинают свою жизнь с шантажа (ради денег и из интереса), но вскоре обнаруживают, что частный сыск приносит больше денег и удовольствий. В 1929 году Таппенс и Томи появляются в сборнике рассказов «Партнёры по преступлению», в 1941 году в «Н или М?», в 1968 году в «Щёлкни пальцем только раз» и в последний раз в романе «Врата судьбы» 1973 года, который стал последним написанным романом Агаты Кристи, хотя и не последним опубликованным. В отличие от остальных сыщиков Агаты Кристи, Томми и Таппенс стареют вместе с реальным миром и с каждым последующим романом. Так, к последнему роману, где они появляются, им под семьдесят лет.
Суперинтендант Баттл (англ. Superintendent Battle) — сыщик, герой пяти романов. Баттлу поручаются щепетильные дела, связанные с тайными обществами и организациями, а также дела, затрагивающие интересы государства и государственную тайну. Суперинтендант — весьма успешный сотрудник Скотланд-Ярда, он культурный и интеллигентный полицейский, редко показывающий свои эмоции. Кристи мало о нём рассказывает: так, остаётся неизвестным имя Баттла. О семье Баттла известно, что его жену зовут Мэри, и что у них пятеро детей.
Инспектор Нарракот — сыщик, герой романа «Загадка Ситтафорда».

## Список произведений
- Список произведений Агаты Кристи
- Постановки и экранизации произведений Агаты Кристи
- Категория: Экранизации произведений Агаты Кристи

## Основные литературные герои
- Мисс Марпл
- Эркюль Пуаро
- Капитан Гастингс
- Мисс Лемон (секретарь Пуаро и Паркера Пайна)
- Старший инспектор Джепп
- Ариадна Оливер
- Суперинтендант Баттл
- Полковник Рейс
- Томми и Таппенс Бересфорды

Также другие детективы, появлявшиеся всего в одном сборнике детективных рассказов:
- Паркер Пайн
- Харли Кин
- Мистер Саттертуэйт

## Оценки творчества и личности
Произведения Агаты Кристи являются одними из самых публикуемых за всю историю человечества, а также — самыми переводимыми (по данным поддерживаемого ЮНЕСКО Index Translationum по состоянию на 2017 год было осуществлено 7236 переводов).
В 1944 году один из крупнейших американских критиков Эдмунд Уилсон опубликовал эссе под названием «Почему люди читают детективы?», в котором подверг критике жанр детектива как таковой. В следующем году увидело свет его второе эссе с заголовком «Какая разница, кто убил Роджера Экройда?» На этот раз он отмечал, что прочтение второй партии детективов оказалось «ещё более разочаровывающим», чем его первый опыт. Он назвал романы Кристи «банальными и приторными», так как их основой является увлекательная концовка, в которой выясняется, кто убийца. По его мнению, персонажи писательницы неглубоки, они «двухмерны» и сами по себе не представляют интереса, так как их значение заключается лишь в том, какое место в сюжете они занимают по отношению к преступлению. Содержание книг Кристи сосредоточено на «загадке», и главное место в них занимает «напряжённое ожидание, кого убьют, и кто убьёт».
Раймонд Чандлер, критикуя классический детектив в своём известном эссе «Простое искусство убивать» (1944), резко отрицательно отзывался о её творчестве, критикуя его на примере одного из самых известных её произведений — «Убийство в Восточном экспрессе»:
«У Агаты Кристи есть роман с участием г-на Эркюля Пуаро, хитроумного бельгийца, изъясняющегося на французском языке из школьного учебника. Изрядно помучив свои „маленькие серые клеточки“, то бишь пошевелив мозгами, он приходит к гениальному выводу, что коль скоро никто из пассажиров некоего экспресса не мог совершить убийство в одиночку, то, стало быть, они сделали это скопом, разбив всю процедуру на последовательность простейших операций? Конвейерная сборка машинки для разбивания яиц! Задачка из тех, что ставит в тупик проницательнейшие умы. Зато безмозглый осёл решает её в два счёта».
Георгий Анджапаридзе, отмечая, что для него является спорной эта оценка книги и вообще английской школы «золотого века», писал, что критика американского писателя слишком сурова:
«…Я не считаю, что критика Чандлера несправедлива. Он зорко видел недостатки коллег. Но, скажем, Агата Кристи писала ту жизнь и тех персонажей, которых знала… Агата Кристи была действительно выдающаяся — в рамках своего дарования — нравоописательница обширной социальной прослойки. Её романы — одновременно и немножко сказка, и гимнастика ума, и портрет эпохи, во всяком случае, один из возможных портретов».
Американский режиссёр и сценарист Билли Уайлдер, работавший с Чандлером над фильмом «Двойная страховка» (1944), говорил, что книги последнего полны недостатков, в частности, у него были проблемы со структурированием текста, что у Кристи получалось хорошо. «Сюжеты у неё иногда как у школьницы. В её книгах есть структура, но нет поэзии. Но её очень недооценивают, Кристи. О ней слишком мало говорят», — отмечал Уайлдер.
Советский писатель и критик Корней Чуковский отмечал однообразие названий многих «смертоубийственных» книг писательницы, часто включающих в себя слово убийство. Он критиковал её сочинения и популярные детективы других авторов за злоупотребления в изображении многочисленных «виртуозных» убийств, которые раскрывают «мудрейшие, светозарные, всевидящие, безупречно благородные и в то же время непременно чудаковатые сыщики». Также такая «кровавая словесность» приучает читателей к увлечению собственно техникой убийств, что приводит к тому, что у них пропадает интерес к жертвам. Персонажи Кристи чересчур функциональны, они служат лишь для того, чтобы вызвать в отношении них подозрение в совершении преступления. Когда она характеризует в начале книги своих героев, знакомый с её творчеством читатель понимает, что не следует верить её описаниям. Она стремится возбудить подозрение против всех: «те, кого в первой главе она изображает чуть не ангелами, на последних страницах непременно окажутся — по крайней мере один или два из них — отпетыми мерзавцами». Это приводит к тому, что адресаты таких книг перестают быть простосердечными, доверчивыми. В подтверждении своей мысли Чуковский цитирует Уилсона, писавшего по этому поводу: «Всякого подозревают по очереди, каждая улица кишит соглядатаями, и ты не знаешь, кому они служат. Всякий кажется виновным в преступлении, и нет ни одного человека, который чувствовал бы себя в безопасности».
Британский писатель Джон Лэнчестер отмечал, что творчество Кристи — «плод её времени, современный модернизму, но ориентированный на массовую аудиторию». Он также считал, что писательнице не чуждо экспериментирование с формой. Лэнчестер классифицирует творчество «королевы детектива» по трём категориям — шедевры, достойные профессиональные книги и произведения с политической тематикой. К шедеврам он относит «Убийство Роджера Экройда», «Десять негритят», «Убийство в „Восточном экспрессе“», «Убийство в Месопотамии», «Смерть на Ниле», «4.50 из Паддингтона», «Отель „Бертрам“» и «Объявлено убийство».

## Память

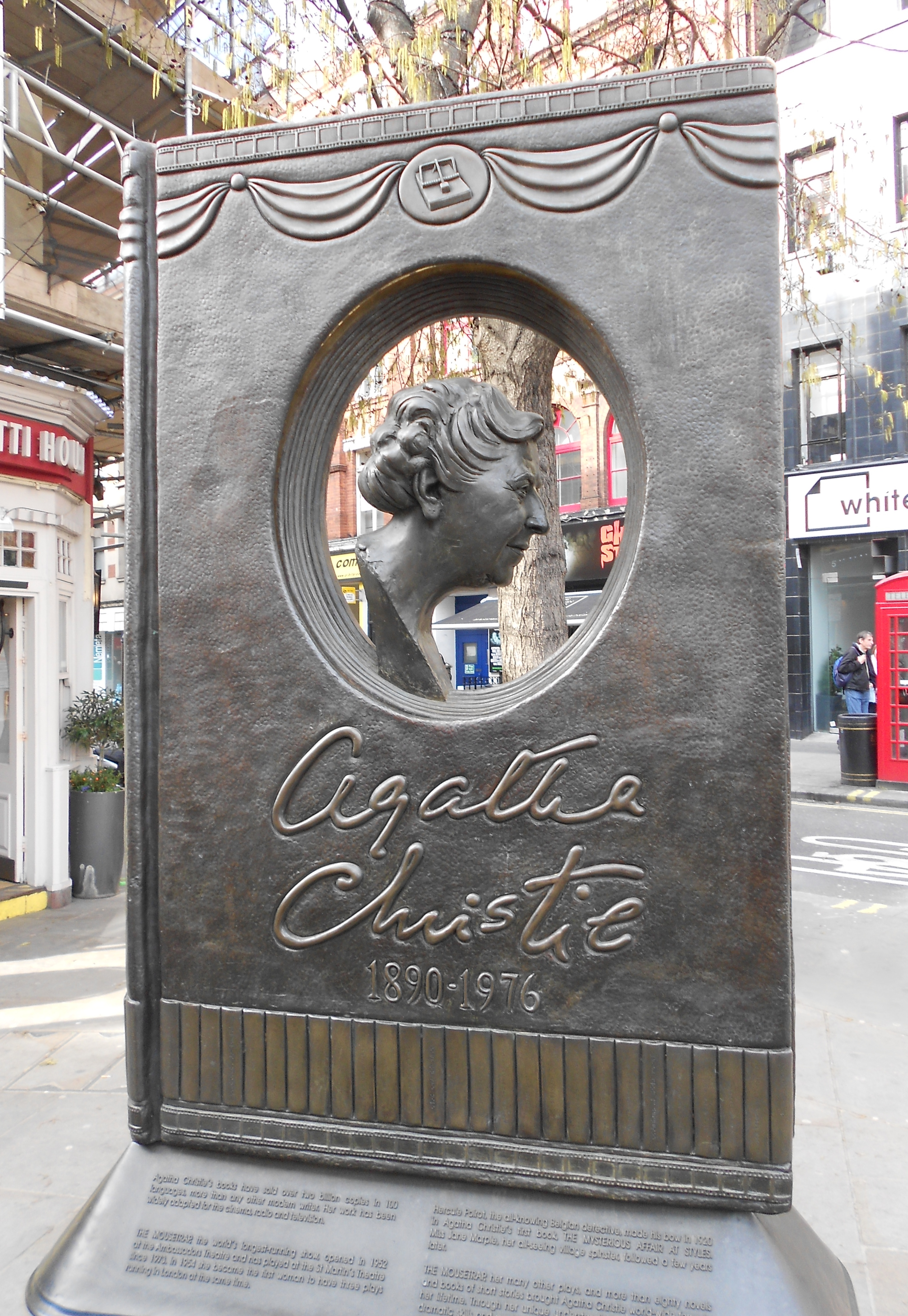
Памятник Агате Кристи в театральном районе Лондона, в самом центре Ковент-Гардена (скульптор Бен Твистон-Дэвис)

- В 1985 году в её честь назван кратер Кристи на Венере.
- В 1987 году по имени английской писательницы была названа популярная советская и российская рок-группа «Агата Кристи»[67].
- 25 ноября 2012 года, к 60-летию пьесы «Мышеловка», состоялось открытие памятника Агате Кристи в театральном районе Лондона, в самом центре Ковент-Гардена (скульптор Бен Твистон-Дэвис)
- В городе Монтобан (Франция) есть улица в честь писательницы (на 44°00′29″ с. ш. 1°22′55″ в. д.HGЯO).
- В Пуэрто-де-ла-Крус на Тенерифе в 2007 году установлен бюст на лестнице имени Агаты Кристи в районе Ла Паз по улице Сан Амаро, как память о пребывании писательницы в 1927 году.

## Агата Кристи в фильмах

### Художественные
- 1979 — «Агата» (Великобритания). Роль Агаты Кристи исполнила Ванесса Редгрейв. В фильме рассказывается о том, что могло бы произойти в те одиннадцать дней 1926 года, когда писательница исчезла.
- В четвёртом сезоне британского телесериала «Доктор Кто» Доктор и его спутница Донна встречаются с Агатой в день её исчезновения. Серия повествует о событиях, произошедших с Агатой в эти дни. Также Доктор и Донна наводят её на мысли о создании Мисс Марпл и книги «Смерть в облаках».
- 2011 — во втором сезоне испанского телесериала «Гранд отель» одна из главных героинь Алисия Аларкон знакомится с молодой девушкой Агатой Мэри Клариссой Миллер, которая увлекается написанием детективов.
- 2018 — «Агата и правда об убийстве» (Великобритания) Терри Лоана. В фильме рассказывается о том, что могло бы быть причиной исчезновения писательницы в 1926 году. Роль Агаты Кристи исполнила Рут Брэдли.
- 2019 — «Агата и проклятие Иштар» (Великобритания) режиссёра Сэма Йэтса. В роли Агаты Кристи — Линдси Маршал.
- 2020 — «Агата и смерть X» (Великобритания, Мальта) режиссёра Джо Стефенсона. В роли Агаты Кристи — Хелен Бексендейл.

### Документальные
- 1990 — «Агата Кристи. Незаконченный портрет» режиссёра Джеймса Марша. Рассказчик — Джоан Хиксон.
- 2005 — «Код Агаты Кристи» режиссёра Бена Уорвика.
- 2007 — «Гении и злодеи уходящей эпохи: Агата Кристи. Вдохновленная страхом» режиссёра Владимира Харченко-Куликовски.
- 2013 — «Дэвид Суше: Тайна Агата Кристи» режиссёра Клера Левинса.
- 2017 — «Агата Кристи — королева преступления» режиссёра Бенжамена Лере; в роли Агаты Кристи — Клео Сенья.
- 2020 — «Агата Кристи: сто лет Пуаро и мисс Марпл / Agatha Christie: 100 Years of Poirot and Miss Marple». Режиссёр: Шон Дэвидсон.
- 2022 — «Агата Кристи: Люси Уорсли о Королеве Детективов / Agatha Christie: Lucy Worsley on the Mystery Queen». Режиссёр: Саймон Джордж, Рэйчел Джардин.

## Компьютерные игры
По мотивам книг Агаты Кристи была выпущена трилогия компьютерных игр в жанре квеста, а также казуальные игры.
Квесты, входящие в серию «Агата Кристи», разработанные компанией AWE Productions:
- 2005 — «Агата Кристи: И никого не стало» (издатель в России: компания «Акелла»)
- 2006 — Агата Кристи: Убийство в «Восточном экспрессе» (издатель в России: компания «Акелла»)
- 2007 — «Агата Кристи: Зло под солнцем» (издатель в России: компания «Руссобит-М»)

Казуальные игры, разработанные компанией I-Play:
- 2007 — «Агата Кристи: Загадка Эндхауза» (издана в России 28 апреля 2011 года компанией «Новый диск»)
- 2009- «Агата Кристи: Смерть на Ниле» (в России не издавалась)
- 2009 — «Агата Кристи: Причуда мертвеца» (в России не издавалась)
- 2011 — «Агата Кристи: В 4.50 из Паддингтона» (в России не издавалась)

### Игра для Nintendo DS
В серии «Агата Кристи», разработанной компанией AWE Productions была выпущена казуальная игра и для карманной игровой консоли Nintendo DS:
- 2008 — Агата Кристи: Убийства по алфавиту (в России не издавалась)